# Marcin Ernastowicz
Marcin Ernastowicz (* 31. Juli 1997 in Gostyń) ist ein polnischer Volleyballspieler.

## Karriere
Ernastowicz begann seine Karriere in seiner Heimatstadt. 2012 wechselte er zu Jastrzębski Węgiel. Dort wurde er zunächst in den Nachwuchsmannschaften ausgebildet. Ab 2015 kam der Außenangreifer auch in der Erstliga-Mannschaft des Vereins zum Einsatz. In der Saison 2017/18 spielte er mit Jastrzębski Węgiel in der Champions League. 2018 wechselte er zum Schweizer Erstligisten Volley Schönenwerd. Mit dem Verein wurde er in der Saison 2019/20 Dritter in der Nationalliga A. 2020 wurde Ernastowicz vom deutschen Bundesligisten SWD Powervolleys Düren verpflichtet. In der Saison 2020/21 unterlagen die SWD Powervolleys im Playoff-Halbfinale gegen Berlin und wurden Dritter. Der DVV-Pokal 2021/22 endete für Ernastowicz mit Düren im Viertelfinale. Im Playoff-Halbfinale schied das Team ebenfalls gegen den VfB Friedrichshafen aus und wurde damit erneut Dritter. In der Saison 2022/23 spielte Ernastowicz mit den SWD Powervolleys in der Gruppenphase der Champions League. Im DVV-Pokal 2022/23 erreichte er mit seiner Mannschaft das Finale, das in Mannheim gegen die Berlin Recycling Volleys verloren ging. Die Bundesliga-Saison endete für Düren im Playoff-Halbfinale ebenfalls gegen Berlin. In der Saison 2023/24 unterlagen die SWD Powervolleys im DVV-Pokal hingegen bereits im Viertelfinale gegen die WWK Volleys Herrsching und im CEV-Pokal schieden sie im Achtelfinale aus. In den Bundesliga-Playoffs verloren die SWD Powervolleys als Tabellensechster im Viertelfinale gegen den VfB Friedrichshafen. Danach wechselte Ernastowicz zum italienischen Zweitligisten Tinet Prata.